# Birgitta Rühmer
Birgitta Rühmer (* 1. März 1959 in Vechta, heute Birgitta Rühmer-Bothe) ist eine ehemalige deutsche Volleyballspielerin.
Birgitta Rühmer war 36-fache deutsche Nationalspielerin und belegte 1984 mit der bundesdeutschen Volleyball-Nationalmannschaft bei den Olympischen Spielen in Los Angeles Platz sechs. Von 1973 bis 1990 spielte sie fast ununterbrochen beim Bundesligisten VfL Oythe, nur in der Saison 1981/82 kam sie beim Ligakonkurrenten 1. VC Schwerte zum Einsatz.
Heute ist Birgitta Rühmer-Bothe als Tennisspielerin in Vechta aktiv.